# Оукли (Калифорнија)
Оукли (енгл. Oakley) град је у америчкој савезној држави Калифорнија. По попису становништва из 2010. у њему је живело 35.432 становника.

## Демографија
Према попису становништва из 2010. у граду је живело 35.432 становника, што је 9.813 (38,3%) становника више него 2000. године.
| Група             | 2000.          | 2010.          |
| Белци             | 16.469 (64,3%) | 16.815 (47,5%) |
| Афроамериканци    | 876 (3,4%)     | 2.582 (7,3%)   |
| Азијати           | 733 (2,9%)     | 2.236 (6,3%)   |
| Хиспаноамериканци | 6.399 (25,0%)  | 12.364 (34,9%) |
| Укупно            | 25.619         | 35.432         |